# غاري رودريغيز
غاري رودريغيز (بالإنجليزية: Ángel Rodríguez Miranda) هو سياسي أمريكي، ولد في 9 يناير 1977 في الولايات المتحدة. حزبياً، نشط في الحزب التقدمي الجديد.